# براندان ماغيري
براندان ماغيري هو سياسي كندي، ولد في 29 أغسطس 1975 في المملكة المتحدة. حزبياً، نشط في الحزب الليبرالي في نوفا سكوشا ‏. وقد انتخب عضو مجلس نواب نوفا سكوتيا عن دائرة Halifax Atlantic ‏ خلال فترته النيابية ‏.

## وصلات خارجية
- الموقع الرسمي